# 长大尾巴的兔子
《长大尾巴的兔子》是一部中国上海美术电影制片厂制作的美术作品。

## 剧情简介
有一只小白兔因为被嘲笑尾巴又短又小不好看，于是就给自己装了一个长尾巴。一次，小白兔在森林里玩耍时，遭遇一只狐狸的追捕，由于装了长尾巴，小白兔跑不快，怎么也摆脱不了狐狸，直到他丢掉了他的长尾巴，才成功逃离险境。